# سیارا هانا
سیارا هانا (انگلیسی: Ciara Hanna؛ زادهٔ ۲۰ ژانویهٔ ۱۹۹۱) یک هنرپیشه و مانکن اهل ایالات متحده آمریکا است.
از فیلم‌ها یا برنامه‌های تلویزیونی که وی در آن نقش داشته‌است می‌توان به پروژه ایکس، انتقام، هاوایی فایو-زیرو، جسور و زیبا، آی کارلی، مدیریت خشم و دختر جدید اشاره کرد.